# Georg Albert

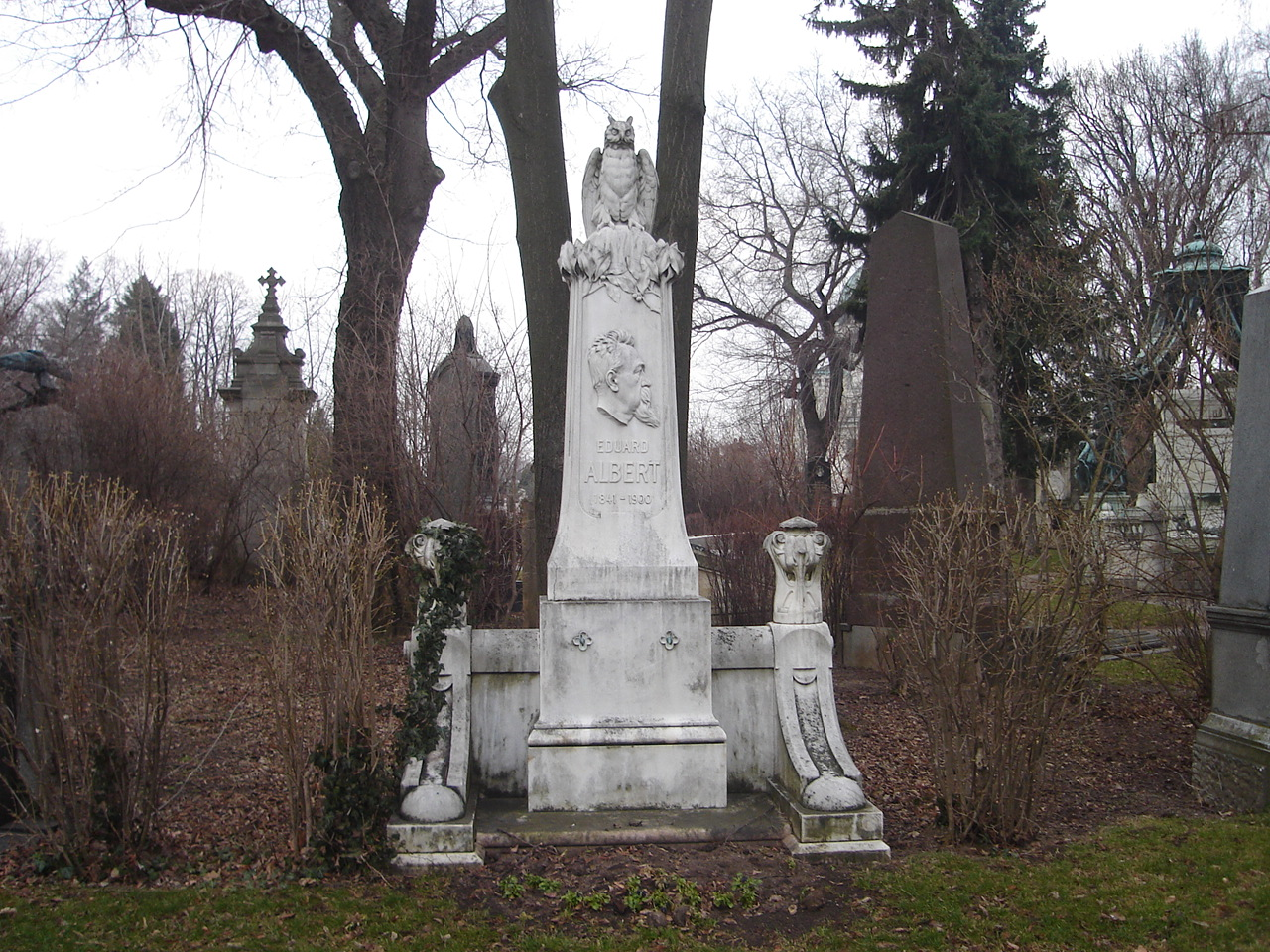
Apja síremléke Bécsben

Georg Albert (Bécs, 1869. október 3. – Bécs, 1943. december 19.) osztrák filozófus.

## Élete
Eduard Albert egyetemi professzor fia volt. A bécsi Schottengymnasium hallgatója volt, ezután a Bécsi Egyetemen orvostudományt és filozófiát hallgatott. 1901-ban apja földi maradványait Bécsbe szállíttatta, s monumentális síremléket építtetett neki. 1898-ban szerzett doktori fokozatot filozófiából. Az első világháború alatt 1916 és 1918 közt a bécsi Kriegsministeriumban gazdasági ügyekkel foglalkozott. Bécsben élt magántudósként, számos filozófiai tárgyú munkája mellett alkalmanként költeményeket is publikált.

## Válogatott munkái
- Hundert Sonette (1891–1910), Wien, Deuticke, 1911
- Eros. Akkorde und Dissonanzen, Zürich, Leipzig, Wien, Amalthea-Verlag, o. J., [1926]

## Fordítás
- Ez a szócikk részben vagy egészben  a   Georg Albert (Philosoph) című német Wikipédia-szócikk ezen változatának fordításán alapul.  Az eredeti cikk szerkesztőit annak laptörténete sorolja fel. Ez a jelzés csupán a megfogalmazás eredetét és a szerzői jogokat jelzi, nem szolgál a cikkben szereplő információk forrásmegjelöléseként.